# 2010 en Australie
Chronologie de l'Australie
- 2006
- 2007
- 2008
- 2009
- 2010
- 2011
- 2012
- 2013
- 2014

## Chronologie

### Janvier 2010

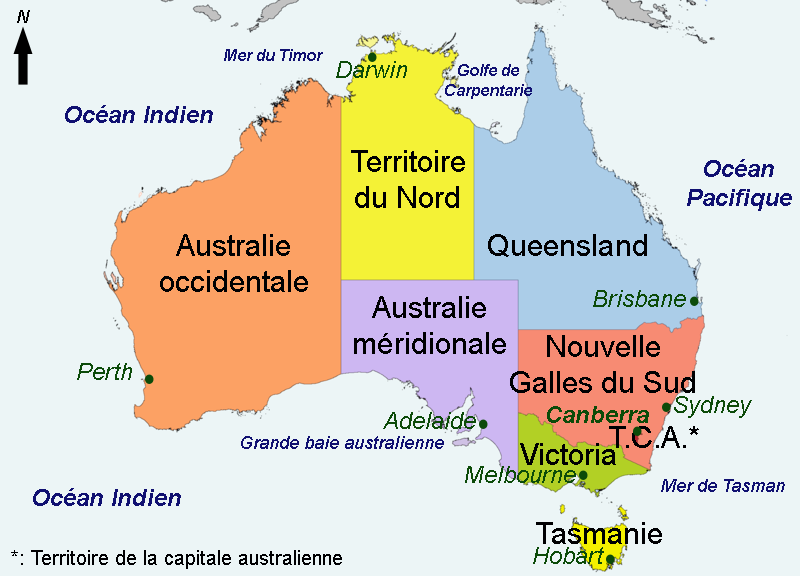
Carte des états australiens

- Dimanche 3 janvier 2010 : des explorateurs polaires australiens annoncent avoir retrouvé la carcasse d'un avion bloqué dans les glaces de l'Antarctique depuis 1911, un appareil qui a été l'un des premiers à voler dans le monde. Ce monoplace, premier appareil fabriqué par la société britannique Vickers, huit ans après le premier vol des frères Wright, les pionniers de l'aviation, avait été amené en Antarctique par l'explorateur australien Douglas Mawson. Accidenté, l'avion était utilisé comme « tracteur des neiges » avant d'être définitivement abandonné en 1931. La carcasse de l'avion vont être ramenés en Australie[1].

- Samedi 30 janvier 2010 : la tenniswomen américaine Serena Williams (28 ans), no 1 mondiale, remporte son 5e Open d'Australie en battant la Belge Justine Henin en finale à Melbourne. C'est son douzième titre du Grand Chelem.

### Février 2010

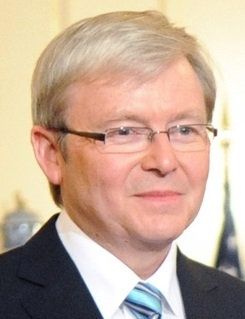
Kevin Kudd
(juin 2010)

- Jeudi 4 février 2010 : le premier ministre Kevin Rudd annonce que trois cargos suspects à destination de l'Iran en vertu d'une loi nationale contre la prolifération nucléaire ont été bloqués : « Si vous regardez quelle menace l'Iran fait peser sur la paix régionale et mondiale avec son programme nucléaire, il n'y a pas d'autre solution qu'une action internationale ferme dans des domaines tels que celui-ci […] Nous estimons que la sécurité nationale et les intérêts de l'Australie sont aussi à ce prix ». Le ministre de la Défense John Faulkner a invoqué la loi sur les « Armes de destruction massives » pour immobiliser les bateaux. Selon le journal The Australian, au moins un bateau transportait des pompes qui auraient pu être utilisées pour le refroidissement de centrales nucléaires[2].

### Mars 2010
- Samedi 6 mars 2010, Tasmanie : la police australienne annonce avoir mené, à la demande des autorités japonaises, une perquisition à bord de deux bateaux de l'association écologiste Sea Shepherd — le « Steve Irwin » et le « Bob Barker » — connus pour leurs opérations de harcèlement des baleiniers nippons en Antarctique. Selon l'ONG, la police a « emporté des carnets de bord, des vidéos des photos, des graphiques, des données GPS enregistrées et des copies de disques durs d'ordinateurs ». Une série d'accrochages ont récemment opposés harponneurs nippons et écologistes de l'association Sea Shepherd, qui envoient leurs propres bateaux pour entraver l'activité des pêcheurs japonais[3].

- Dimanche 28 mars 2010, Melbourne : le pilote britannique Jenson Button (McLaren-Mercedez) remporte le Grand Prix d'Australie de Formule 1, deuxième épreuve de la saison, devant le Polonais Robert Kubica (Renault) et le Brésilien Felipe Massa (Ferrari).

- Lundi 29 mars 2010 : Le conglomérat minier anglo-australien Rio Tinto annonce le licenciement des quatre employés condamnés en Chine à des peines de prison ferme pour corruption et espionnage industriel[4].

### Avril 2010
- Samedi 3 avril 2010, Queensland : un navire chinois, le « Shen Neng 1 », transportant 68 000 tonnes de charbon et 1 000 tonnes de fioul, s'est échoué sur un banc de la zone sud du parc marin de la Grande Barrière de corail à 70 kilomètres à l'est de l'île Great Keppel, après avoir dérivé et s'être éloigné d'une quinzaine de milles marins (30 kilomètres) de la voie maritime. « Totalement endommagé », il perd du pétrole et menace de « se briser en plusieurs morceaux »[5],[6].

- Samedi 10 avril 2010, Queensland : le ministre des Transports, Anthony Albanese, déclare que l'Australie va engager des poursuites contre le cargo chinois qui s'est échoué sur un banc de sable près de la Grande Barrière de corail, après avoir pris un itinéraire « illégal » et dont 3 tonnes de fioul se sont échappées du réservoir.

- Lundi 12 avril 2010, Queensland : Les sauveteurs ont réussi à renflouer le cargo chinois, de 230 mètres de long, qui a provoqué une marée noire près de la Grande Barrière de corail.

### Mai 2010
- Samedi 15 mai 2010 : une adolescente australienne de 16 ans, Jessica Watson a bouclé son tour du monde en solitaire à la voile, devenant la plus jeune navigatrice à réussir cet exploit. Elle avait quitté le port de Sydney le 18 octobre 2009 pour un périlleux voyage de 23 000 milles sans escale et sans assistance, à bord de son bateau tout de 10,23 mètres[7].

### Juin 2010

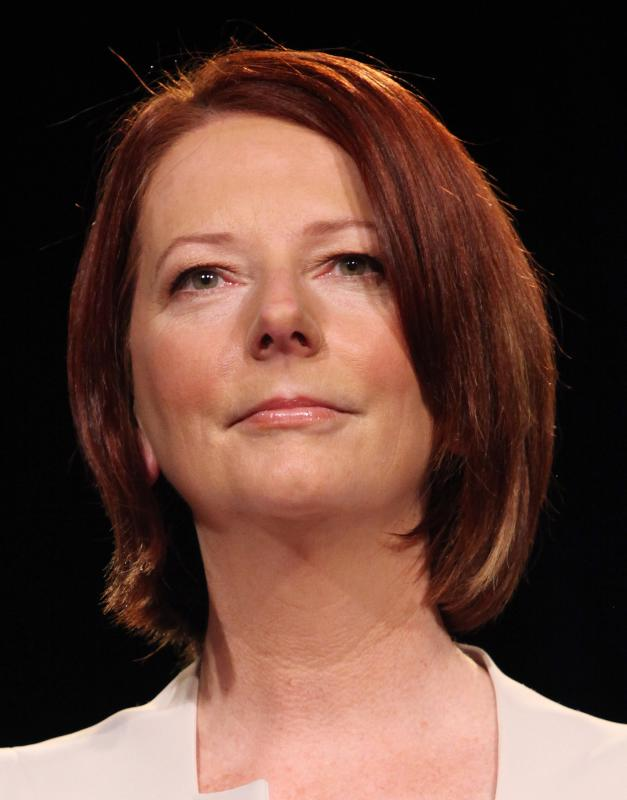
Julia Gillard
(août 2010)

- Lundi 14 juin 2010 : le ministre de l'Intérieur, Brendan O'Connor, annonce une répression accrue contre les passagers agressifs avec l'équipage et les dégradations sur une piste ou un appareil. La sentence pourrait atteindre 20 ans en cas d'agression contre le pilote ou de mise en danger d'un avion en vol. D'autre part, les auteurs de fausses alertes à la bombe dans les avions risqueront aussi 10 ans de prison, car « les menaces et les canulars peuvent compromettre la sécurité publique avec des situations dans lesquelles un vol peut être rapidement dérouté entraînant le risque d'une pagaille »[8].

- Jeudi 24 juin 2010 : pour la première fois, une femme, la travailliste, Julia Gillard, accède à la fonction de premier ministre en Australie pour succéder à Kevin Rudd, après deux ans et sept mois passés comme chef du  gouvernement. Ancienne avocate d'origine galloise, âgée de 48 ans, célibataire et sans enfants, Julia Gillard, était l'actuelle  vice-premier ministre. Le ministre des Finances, Wayne Swan, qui jouit d'une forte  popularité pour son rôle durant la crise financière, prend sa place comme  vice-premier ministre du cabinet restreint[9]. L'ancien premier ministre était devenu impopulaire après avoir  mise en sommeil son engagement à faire payer aux grandes industries leurs émissions de dioxyde de carbone.

### Juillet 2010

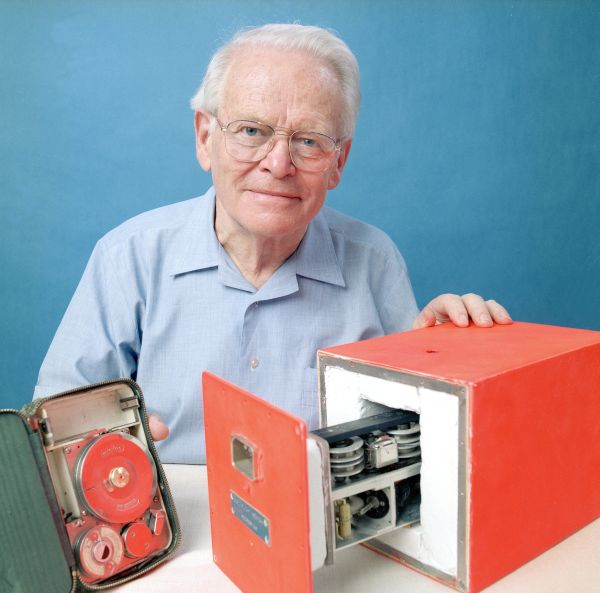
David Warren
(juin 2005)

- Lundi 12 juillet 2010 : la nouvelle première ministre, Julia Gillard, qui jouit d'une bonne cote dans les sondages, indique qu'elle allait « demander la confiance du peuple », renforçant la perspective imminente d'élections générales. Le dernier sondage de l'institut « Nielsen and Galaxy » accorde 52 % des suffrages aux travaillistes, contre 48 % à la coalition conservatrice[10].

- Samedi 17 juillet 2010 : la nouvelle première ministre, Julia Gillard, annonce des élections pour le 21 août prochain. La lutte politique s'annonce serrée avec le parti libéral de Tony Abbott (52 ans), sur les questions relatives au changement climatique, aux demandeurs d'asile et à la dette publique.

- Lundi 19 juillet 2010 : mort du docteur David Warren (85 ans), inventeur australien de la boîte noire, dont l'analyse permet de déterminer les causes d'un accident aérien. Alors chercheur en aéronautique à Melbourne, il avait développé son invention après sa participation à l'enquête sur l'accident du premier vol commercial Comet en 1953[11].

### Août 2010
- Vendredi 13 août 2010 : selon le service des maladies infectieuses de l'hôpital de Canberra, 3 Australiens revenant de l'Inde sont porteurs d'une super-bactérie résistante à presque tous les antibiotiques, faisant craindre une propagation mondiale après avoir touché plusieurs dizaines de Britanniques. Il s'agit d'une entérobactérie, productrice d'une enzyme baptisée « New Delhi métallo-beta-lactamase » (NDM-1), qui a été identifiée pour la première fois en 2009 chez un patient suédois qui avait été hospitalisé en Inde. Mais aussi sur 37 patients au Royaume-Uni, dont certains avaient voyagé en Inde ou au Pakistan pour y subir une opération de chirurgie esthétique. Le NDM-1 résiste à pratiquement tous les types d'antibiotiques, y compris les carbapénèmes, généralement réservés aux urgences et au traitement des infections multi-résistantes[12].

- Mercredi 19 août 2010 : le conglomérat minier anglo-australien BHP Billiton, leader mondial des industries d'extraction, dont le siège est à Melbourne, lance une très importante offre publique d'achat hostile contre le groupe canadien d'engrais Potash.

- Samedi 21 août 2010 : élections législatives et sénatoriales anticipées convoquées par la nouvelle première ministre, Julia Gillard, qui espère asseoir une majorité grâce à sa cote de popularité élevée.

- Lundi 23 août 2010 :
  - Le résultat des élections fédérales 2010 donne un parlement sans majorité et ouvre une période d'instabilité. À la Chambre des représentants, le parti travailliste obtient 72 sièges (-11, 38,0 % des voix) et la coalition libérale/nationale 72 siège (+7, 43,3 % des voix), les autres 6 sièges (+4). Au Sénat, le parti travailliste obtient 31 sièges (-1), la coalition libérale/nationale 34 sièges (-3), les autres 11 sièges (+4).
  - Le premier ministre travailliste, Julia Gillard, revendique le droit de former le nouveau gouvernement, alors que ni le parti au pouvoir ni l'opposition conservatrice n'ont obtenu une majorité au Parlement et qu'ils doivent convaincre les petits partis de s'allier à eux.
  - Parmi les nouveaux députés, il y aura pour la première fois un député aborigène conservateur, Ken Wyatt, et un autre musulman, Ed Husic (en), d'origine bosniaque, élu travailliste à Sydney. Le plus jeune, Wyatt Roy (en), est un député conservateur, âgé de 20 ans et étudiant.

- Jeudi 26 août 2010 : l'acteur australien Paul Hogan (70 ans), alias Crocodile Dundee, s'est vu interdire par les autorités de quitter son pays pour rentrer aux États-Unis où il réside, en raison de 37 millions de dollars australiens d'impôts impayés. Il  était arrivé en Australie vendredi pour assister à l'enterrement de sa mère[13].

- Lundi 30 août 2010 : le Français, Alain Robert, surnommé « Spiderman », a escaladé un célèbre gratte-ciel de 57 étages de Sydney. Il a escaladé les 150 m des tours Lumiere en 25 minutes sans matériel d'assurage, sous le regard et les applaudissements de dizaines de curieux. Le Français a escaladé plus de 80 gratte-ciels autour du monde, afin d'alerter l'opinion sur le réchauffement de la planète. Il est déjà connu en Australie où il avait précédemment accompli l'ascension du célèbre opéra de Sydney.

### Septembre 2010
- Dimanche 5 septembre 2010, État de Victoria : Le sud de l'Australie connaît les plus importantes pluies diluviennes depuis 10 ans provoquant les pires inondations. Certains lieux ont recueilli plus de 200 millimètres de précipitations. Quelque 250 maisons ont été inondées et quelque 40 000 foyers sont privés d'électricité. Des centaines de personnes ont trouvé refuge dans des bâtiments publics. Les eaux devraient continuer à monter.

- Mardi 7 septembre 2010 : la première ministre, Julia Gillard, obtient le ralliement d'un troisième député indépendant ce qui va lui permettre de former son gouvernement avec une courte majorité, 76 sur 150 députés, à l'issue des élections législatives qui n'avaient pu départager travaillistes et la coalition libérale/nationale[14].

- Mardi 14 septembre 2010 : la nouvelle première ministre travailliste, Julia Gillard (48 ans), prête serment après avoir obtenu un accord pour une courte majorité au Parlement à l'issue d'élections législatives. Dans son gouvernement on trouve :
  - Kevin Rudd, ex-premier ministre, nommé ministre des Affaires étrangères,
  - Peter Garrett, ancien chanteur des Midnight Oil, nommé Secrétaire d'État à l'Éducation,
  - Stephen Conroy (en), conserve son poste de ministre des Télécommunications.

- Lundi 27 septembre 2010 : le procureur militaire en chef des forces australiennes annonce que 3 soldats australiens seront poursuivis pour homicide involontaire lors d'un raid en Afghanistan en février 2009 qui a causé la mort de cinq enfants. Ils seront « poursuivis pour plusieurs chefs d'accusation, dont homicide involontaire, conduite dangereuse et défaut d'obéissance à un ordre ».

### Octobre 2010

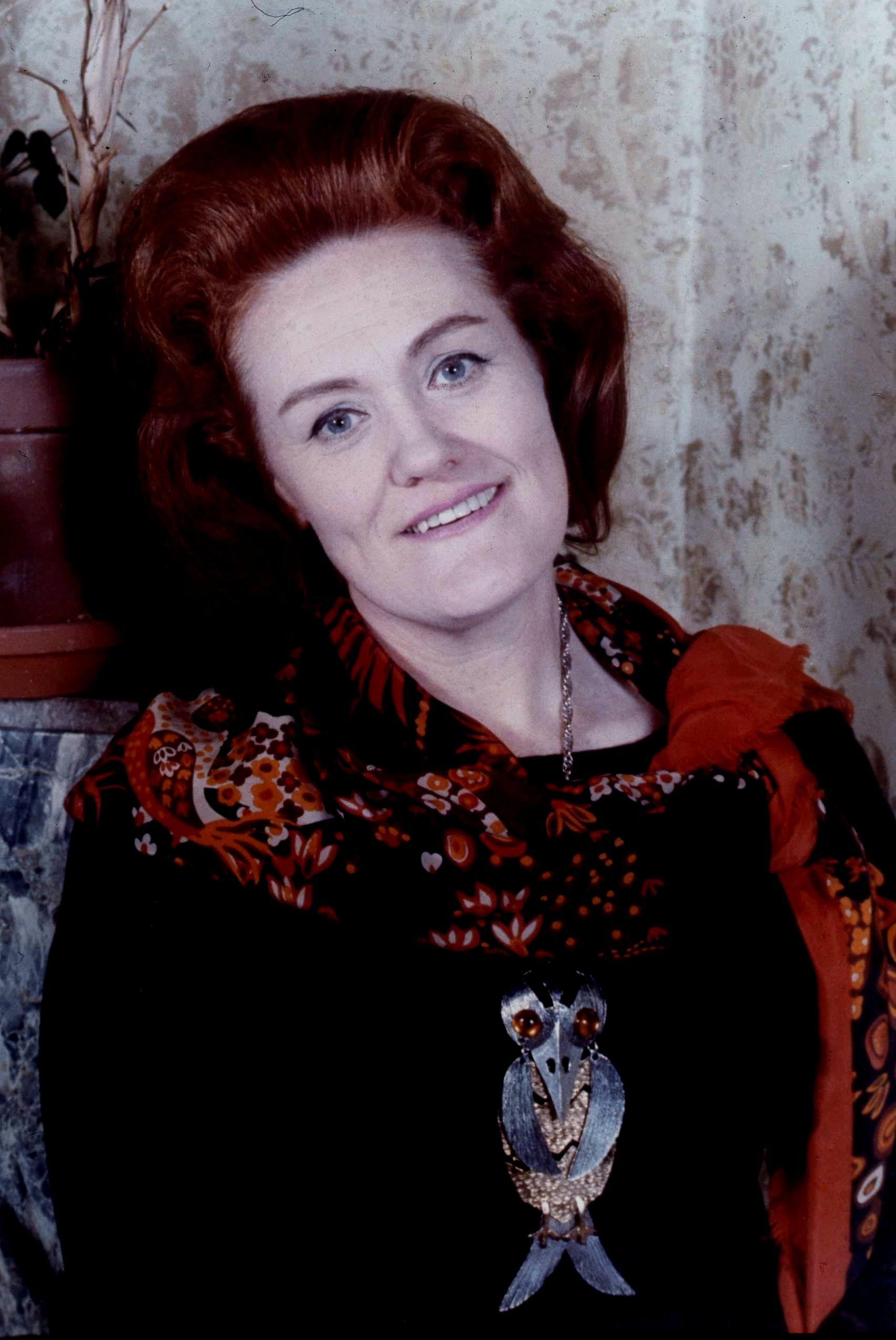
Joan Sutherland
(1975)

- Lundi 11 octobre 2010 : mort à Genève (Suisse) de la cantatrice australienne, Joan Sutherland (83 ans)[15].

- Mardi 12 octobre 2010 : la première ministre, Julia Gillard, se déclare favorable au maintien du projet très controversé de filtrage de  l'Internet, contesté par plusieurs géants du secteur et les associations de défense de la liberté d'expression. Pour soutenir un tel système de filtrage, Julia Gillard, met en avant des « questions morales ». Ce projet de filtre fait l'objet de vives critiques de la part d'associations d'internautes ou encore de l'industrie pornographique, qui ont  estimé que le projet de filtre était comparable à ceux en vigueur dans les  régimes totalitaires[16].

- Samedi 23 octobre 2010 : l'Agence antidopage australienne annonce que 9 athlètes australiens ont été contrôlés positifs à la méthylhexanamine lors des récents Jeux du Commonwealth.  Les noms des 9 athlètes n'ont pas été dévoilés, ni les circonstances dans lesquelles les contrôles ont été effectués mais la méthylhexanamine est présente dans certains compléments alimentaires.  La prise de ce stimulant, ajouté à la liste des produits interdits cette année par l'Agence mondiale antidopage, peut entraîner jusqu'à deux ans de suspension, car les athlètes « sont responsables de toute substance retrouvée dans leur corps »[17].

### Novembre 2010
- Jeudi 4 novembre 2010 : à la suite de l'atterrissage d'urgence à Singapour d'un Airbus A380 après avoir connu des problèmes de moteur, la compagnie aérienne Qantas indique qu'elle allait immobiliser tous ses Airbus A380 jusqu'à l'obtention de « suffisamment d'informations concernant le vol QF32 ». L'avion a rencontré des problèmes de moteur six minutes après son décollage de Singapour, avant de devoir rebrousser chemin. Qantas, qui n'a jamais connu de crash meurtrier depuis sa création il y a 90 ans, est l'un des principaux clients de l'A380 avec six appareils en sa possession et vingt autres en commande[18]. De fait, le moteur Rolls-Royce Trent 900 a explosé[19]. Les débris du moteur ont occasionné des dégâts sur une zone résidentielle de Batam[20].

- Mardi 9 novembre 2010 : les premiers éléments de l'enquête concernant l'explosion du moteur de l'Airbus A380 montre que la compagnie Qantas sollicite davantage les moteurs mis en cause que d'autres compagnies, faisant tourner les moteurs à un régime plus élevé pour la poussée sur les vols long-courrier entre Los Angeles, Sydney et Melbourne que d'autres compagnies, comme Singapour Airlines. Cependant, les conditions de fonctionnement des moteurs sont néanmoins inférieures aux niveaux maximum prévus par les concepteur du très gros porteur. Le concepteur des moteurs mis en cause, Rolls Royce, assure avoir progressé dans la compréhension du problème[21].

- Vendredi 12 novembre 2010 : un problème de réacteur a affecté un autre appareil de la compagnie Qantas, un Boeing 767 avec 234 passagers à bord, obligeant l'avion, qui effectuait une liaison intérieure, Perth-Melbourne, à rebrousser chemin et à atterrir peu après son décollage. Dix minutes après son décollage l'équipage a détecté des vibrations en provenance du réacteur gauche, un moteur General Electric.

- Lundi 15 novembre 2010 : la compagnie AMP annonce offrir 9,6 milliards d’euros pour le rachat des activités d’Axa Asia-Pacific, branche asiatique de l’assureur français, en Australie et en Nouvelle-Zélande. L'offre initiale de la National Australia Bank avait été bloquée par l’autorité de la concurrence australienne.

- Mercredi 24 novembre 2010 :
  - La compagnie aérienne Qantas annonce la reprise des vols de deux de ses six Airbus A380 gros porteurs trois semaines après une grave avarie en vol d'un moteur Rolls-Royce sur un de ses appareils qui avait dû atterrir d'urgence à Singapour. Cependant, l'avion ne sera pas utilisé sur la ligne transpacifique Sydney-Los Angeles tant que la compagnie ne sera pas « certaine à 100 % » que les problèmes sont réglés.
  - Un bogue informatique à la Banque nationale d'Australie sème la pagaille, laissant plusieurs millions de clients à court d'argent. Un grand nombre de transactions, versement de salaires, virements interbancaires, distributeurs, ont été bloqués. La NAB compte 11,5 millions de clients et les transactions de la banque vers d'autres banques ont été aussi affectées.

- Samedi 27 novembre 2010 : trois jours après le bogue informatique, la Banque nationale d'Australie tente toujours de résoudre le problème sans pouvoir dire quand se fera le retour à la normale. Quelques distributeurs ont pu être remis en marche mais au ralenti et les agences de la banque sont ouvertes pour le week-end.

### Décembre 2010
- Lundi 6 décembre 2010, Nouvelle-Galles du Sud : des milliers d'Australiens ont été évacués de leurs maisons en raison d'inondations provoquées par les chutes de pluie les plus importantes depuis 36 ans dans la région de Wagga Wagga. Des précipitations sont encore attendues cette semaine et une grande partie des récoltes pourrait être perdue.

- Mardi 28 décembre 2010, Queensland : des pluies torrentielles, dues au cyclone tropical Tasha, ont provoqué des inondations historiques où de nombreuses villes (Bundaberg, Emerald) et villages (Chincilla, Balby et Theodore) ont été envahis par les eaux. L'état de catastrophe naturelle a été décrété dans 38 régions, les terres agricoles et les récoltes ont été ravagées par les eaux, représentant des milliards de dollars australiens de pertes[22].

- Vendredi 31 décembre 2010, Queensland : environ 200 000 personnes sont toujours affectées par les inondations qui touchent 22 villes dans une région de 1,850 millions de km2 plus vaste que la superficie de la France et de l'Allemagne réunies.